# 尤寧鎮區 (北達科他州大福克斯縣)
尤寧鎮區（英語：Union Township）是位於美國北達科他州大福克斯縣的一個鎮區。

## 地方資料
尤寧鎮區的面積為93.12平方千米，當中陸地面積為93.06平方千米，而水域面積為0.05平方千米。根據2020年美國人口普查的數據，當地共有人口183人，而人口密度為每平方千米1.97人。